# Nelly Huamaní Machaca
Nelly Huamaní Machaca es una política peruana. Fue congresista de la república durante el periodo parlamentario 2020-2021.

## Biografía
Nació en Puerto Inca, capital de la provincia homónima en el departamento de Huánuco. Inició estudios de derecho en la Universidad Alas Peruanas sin culminar la carrera. Trabaja como comerciante minorista en la ciudad de Pucallpa. 

## Vida política
Es miembro del Frente Popular Agrícola del Perú.
En las elecciones municipales del 2018 postuló por el FREPAP como candidata a regidora de la municipalidad provincial de Coronel Portillo sin éxito.

### Congresista
En las elecciones extraordinarias del 2020 fue candidato a congresista por el departamento de Ucayali por el Frente Popular Agrícola del Perú  obteniendo la representación.
Huamaní se mostró a favor de la vacancia del presidente Martín Vizcarra durante los dos procesos que se dieron para ello, el segundo de los cuales terminó sacando al expresidente del poder. El congresista apoyó la moción siendo uno de los 105 parlamentarios que votó a favor de la vacancia del presidente Martín Vizcarra.